# Ana Caetano (pesquisadora)
Ana Maria Caetano de Faria é uma médica imunologista, pesquisadora e professora universitária brasileira.
Membro titular da Academia Brasileira de Ciências, é professora da Universidade Federal de Minas Gerais, tenso sido presidente da Sociedade Brasileira de Imunologia no biênio 2022-2023.

## Formação e carreira
Formou-se em Medicina pela Universidade Federal de Minas Gerais (1984), com mestrado em Microbiologia pela mesma instituição (1989) e doutorado em Imunologia pela Universidade de São Paulo (1994). Realizou pós-doutorado no Center for Neurological Diseases da Harvard Medical School (1998–1999 e 2002–2003).
Foi pesquisadora visitante em instituições como a Università di Bologna (2011), a Rockefeller University (2016) e o Instituto de Medicina Molecular da Universidade de Lisboa (2022).

## Atuação profissional
É professora titular de Imunologia no Departamento de Bioquímica e Imunologia da UFMG. Desde 2023, atuou como diretora do Departamento de Ciência e Tecnologia (DECIT), da Secretaria de Ciência, Tecnologia, Inovação e Complexo da Saúde do Ministério da Saúde.
Foi membro da diretoria da Sociedade Brasileira de Imunologia (SBI) entre 2011 e 2013, integrou câmaras de assessoramento da FAPEMIG (2011–2013) e do CNPq (2012–2015), e coordena desde 2019 o Sub-committee of Mucosal Immunology Nomenclature da IUIS (International Union of Immunological Societies) :contentReference[oaicite:5]{index=5}. Presidiu a Sociedade Brasileira de Imunologia no biênio 2022–2023.

## Reconhecimento
Em 2019, foi agraciada com o SBI Women in Science Award, premiação da Sociedade Brasileira de Imunologia para mulheres com destacada atuação científica no país. Em 2024, tornou-se membro titular da Academia Brasileira de Ciências (ABC).

## Literatura e outros interesses
Além de sua produção científica, Ana Maria Caetano de Faria também publicou livros de poesia, entre eles Levianas, Babel, Quatorze e Inventário. Sua versatilidade foi destacada em reportagens da TV UFMG, que mostraram seu lado poeta e sua atuação em meio acadêmico.